# Pohleď
Pohleď település Csehországban, a Havlíčkův Brod-i járásban. Pohleď Nová Ves u Světlé, Příseka, Okrouhlice, Lučice és Malčín településekkel határos. Lakosainak száma 72 fő (2024. január 1.).

## Népesség
A település lakosságának változását az alábbi diagram mutatja:
| Lakosok száma | 252  | 238  | 220  | 196  | 123  | 70   | 71   | 72   | 68   | 72   |
|               | 1869 | 1890 | 1921 | 1950 | 1980 | 2001 | 2017 | 2019 | 2022 | 2024 |